# Şahinbey
Şahinbey est une ville et un district de la province de Gaziantep dans la région de l'Anatolie du sud-est en Turquie.